# Puritanisme
|  | Per a altres significats, vegeu «Integrisme». |

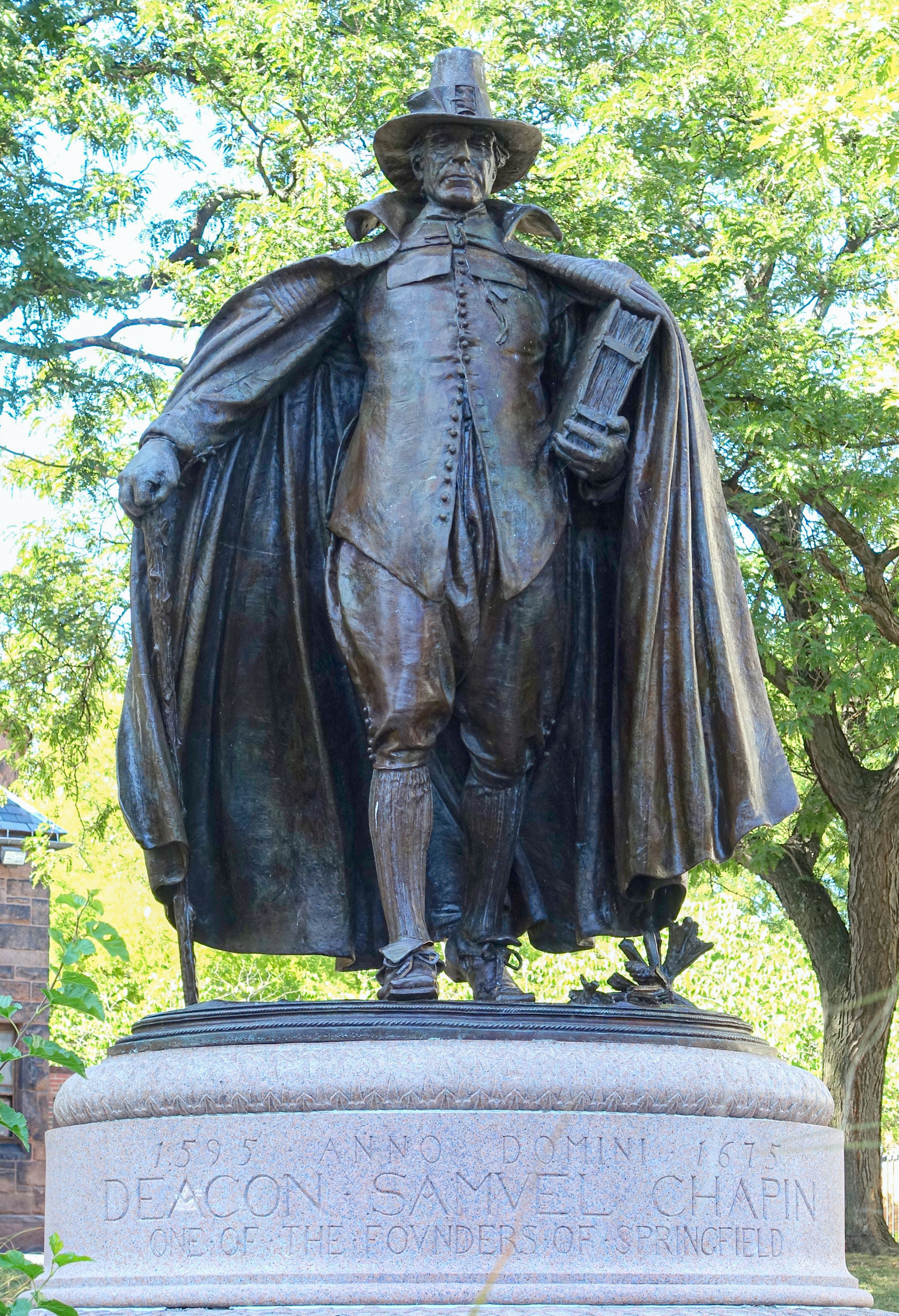
Estàtua del diaca Samuel Chapin conegut com "el purità". Estàtua d'August Sant Gauddens a Springfield, Massachusetts, 1887.

El puritanisme dels segles xvi i xvii fou un moviment politicoreligiós d'Anglaterra i d'Escòcia que pretenia la total purificació de l'Església Catòlica Romana en el culte i la implantació del pensament calvinista. Neix en el període que va des de l’establiment d’Elisabet I (1559) fins a la restauració monàrquica de Carles II (1660) i cercava la total purificació de les reformes romanes en el culte i la implantació del pensament calvinista, ja que els puritans sostenien que la Reforma religiosa d'Anglaterra i, per tant, l'Església d'Anglaterra no havia anat prou enllà en aplicar rigor i intolerància cap a les pràctiques que els puritans associaven amb l'Església catòlica. El puritanisme va tenir un paper significatiu en la història anglesa i en la més primerenca dels Estats Units, especialment durant el Protectorat.
La paraula «purità» (puritan en anglès) era en un principi un terme alternatiu per a càtar i era utilitzat de forma pejorativa, pels adversaris al moviment, per a caracteritzar aquest corrent d'extremisme. De manera aproximada el terme purità correspon al que Martí Luter anomenava en alemany com Schwärmer.
Els puritans eren sota la influència de crítics radicals com Huldrych Zwingli a Zúric i Calví a Ginebra i de vegades cooperaren amb el presbiterians d'Anglaterra. Molts puritans propugnaven per la separació de la resta dels cristians per tal de congregar-se en esglésies sota un control autònom purità.
Actualment la designació de «Puritan» sovint s'amplia als protestants molt conservadors o fins i tot als evangèlics. Per això en anglès normalment es refereixen als puritans dels segles xvi i xvii com precisians.

## Història

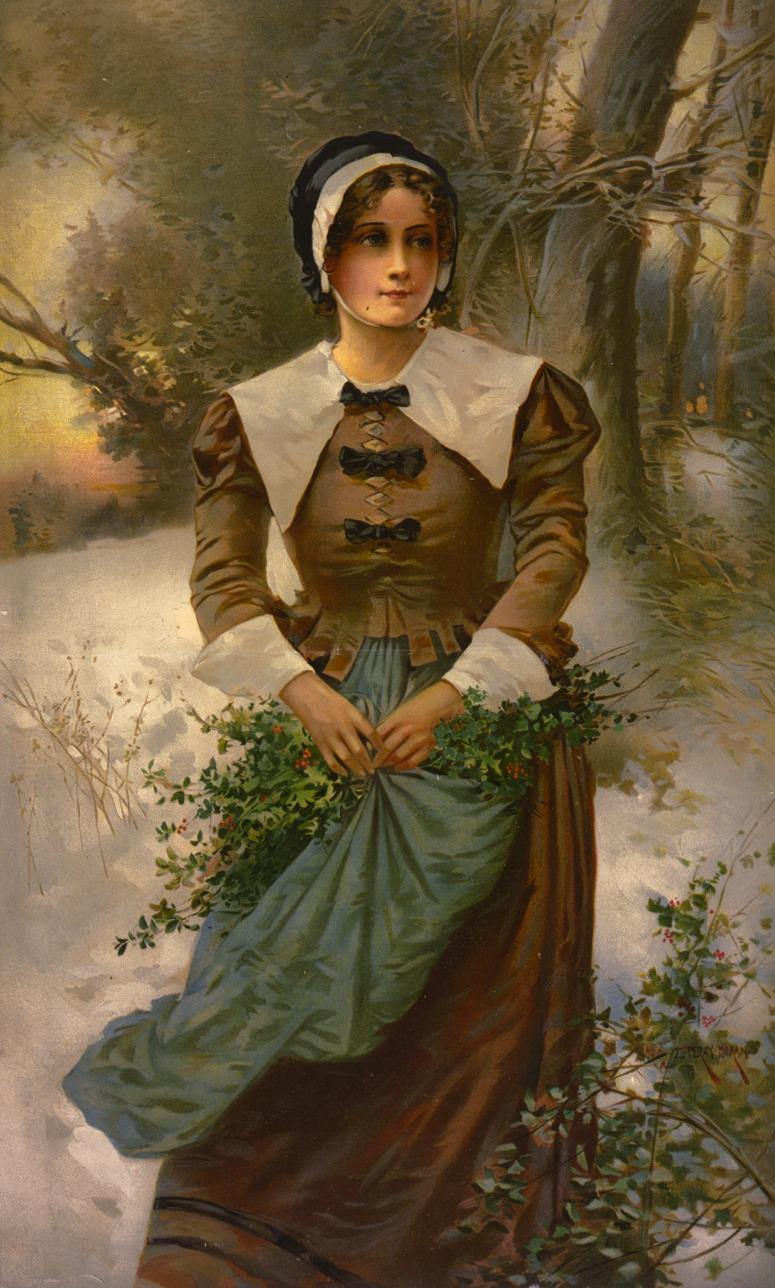
Jove Puritana de E. Percy Moran.

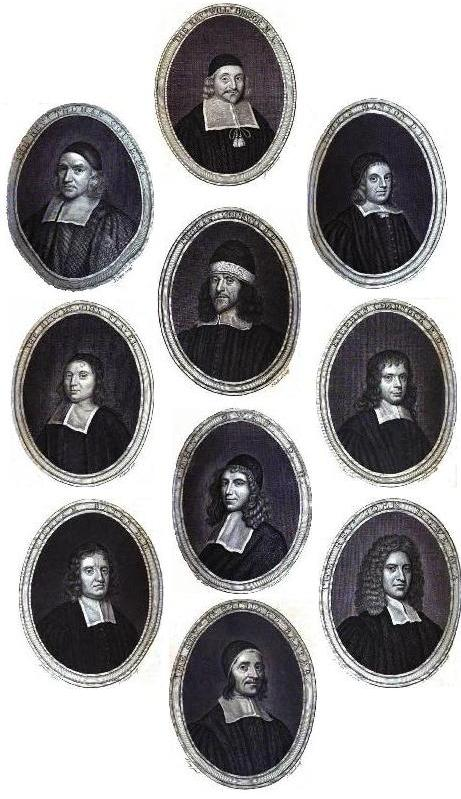
Composició de destacats teòlegs puritans del segle XVII: Thomas Gouge, William Bridge, Thomas Manton, John Flavel, Richard Sibbes, Stephen Charnock, William Bates, John Owen, John Howe, Richard Baxter.

El moviment purità comença amb els anabaptistes i el terme «purità» apareix per primera vegada a Anglaterra el 1560 per a designar tothom qui proposava més reformes de les que la reina Elisabet I va fer a l'Església d'Anglaterra el 1559. Aleshores el puritanisme era un moviment polític i religiós. El puritanisme maldà, infructuosament, per canviar l'episcopalisme pel congregacionalisme i per reformes al Llibre d'oracions comunes (Book of Common Prayer). Igual que els anabaptistes, els puritans advocaven per a un més gran compromís amb Jesucrist per a tenir més santedat personal. La majoria dels puritans no es van separar formalment de l'Església d'Anglaterra encara que ocasionalment els bisbes de l'Església d'Anglaterra van suprimir comunitats puritanes en general se'ls respectava la dissidència, per exemple es permetia que ometessin les parts que no els agradava del Llibre de les oracions comunes.
Els puritans consideraven que l'Església d'Anglaterra era molt propera al catolicisme. Carles I d'Anglaterra va voler eliminar els «excessos» del puritanisme i l'Arquebisbe de Canterbury, William Laud, a partir de 1633, va allunyar l'Església d'Anglaterra del puritanisme. Prescriví l'acatament total del Llibre d'oracions comunes i prohibí la predicació de la doctrina de la predestinació.
Els puritans refusaren qualsevol cosa considerada com una reminiscència del Papa de Roma i molts dels rituals de l'Església d'Anglaterra. El rei Jaume I d'Anglaterra els considerà heretges i la seva tesi de negar el dret diví de la monarquia, com una traïció.
El fill de Jaume I, Carles I d'Anglaterra el 1626 es casà amb la catòlica Enriqueta Maria de França. La reina consort no tolerava els puritans i William Laud, bisbe de Londres, els odiava i els veia com una amenaça per l'ortodòxia. El rei Carles intentà suprimir el puritanisme.
Com a resultat un gran nombre de puritans es van veure forçats a emigrar a les colònies americanes de Nova Anglaterra on fundaren Salem el 1628 a la Colònia de la Badia de Massachusetts i d'altres i han estat considerats tradicionalment com pioners dels Estats Units. La repressió del puritanisme va ser una de les causes principals de la Guerra Civil Anglesa.

## Creences i dogmes

### Calvinisme i puritanisme
El puritanisme comparteix amb el calvinisme punts de vista similars sobre la naturalesa de Déu, el pecat humà i la relació entre Déu i la humanitat i creien que totes les seves creences s'haurien de basar en la Bíblia,  és a dir, la Bíblia com a únic codi religiós, moral, social, litúrgic i polític.
Pels puritans la teologia del pacte era fonamental per a les seves creences. Amb arrels en els escrits dels teòlegs reformadors John Calvin i Heinrich Bullinger, la teologia del pacte va ser desenvolupada pels teòlegs puritans Dudley Fenner, William Perkins, John Preston, Richard Sibbes, William Ames i, més plenament, per l'estudiant holandès de Ames, Johannes Cocceius.  La teologia del pacte afirma que quan Déu va crear a Adam i Eva els va prometre la vida eterna a canvi d'una estricta obediència. Després el pecat original va corrompre la naturalesa humana i els éssers humans violaven inevitablement la llei de Déu expressada en els Deu Manaments i, per tant, com a pecadors, mereixien la condemnació. 
Els puritans compartien amb una part dels calvinistes la creença en la doble predestinació, segons la qual algunes persones estaven destinadess per Déu a rebre la gràcia i la salvació, mentre que uns altres estaven destinats a l'Infern.  No obstant això, ningú podia saber si era mereixedor de la salvació. Els puritans creien en l'elecció incondicional i en la gràcia de Déu que es donada gratuïtament sense condicions als estriats i no pot ser rebutjada. 
A la fi, la consideració de la riquesa com un do de Déu i la pobresa com un efecte del vici contribuí poderosament a l’origen del capitalisme tal com explicà Max Weber a L’ètica protestant i l’esperit del capitalisme (1905). Weber arribà a la conclusió que tal mentalitat procedeix, no del propi desenvolupament econòmic capitalista, sinó del mode de vida generat pel protestantisme d’arrel calvinista, que va redundar en una racionalització del món, és a dir, en la reducció d’aquest a objecte de càlcul, explotació i dominació.

### Visions de l'Església
Els puritans volien tirar endavant la Reforma Anglesa, però sempre es van dividir en qüestions d'eclesiologia i política eclesiàstica, en particular en qüestions relacionades amb la forma d'organitzar les congregacions, la relació entre les congregacions individuals i si els fonaments de les esglésies nacionals recolzades per l'Estat estaven d'acord amb les escriptures. Sobre aquestes qüestions, els puritans es van dividir entre els partidaris de la jerarquia episcopal i els defensors d'un govern presbiterià de l'Església. Els episcopals eren conservadors que eren a favor de mantenir els bisbes si aquests últims donaven suport a la reforma i acceptaven compartir el poder amb les esglésies locals. També defensaven el Llibre de l'oració comuna (del 1549) que va reemplaçar «usos» o ritus en llatí, agrupant-los en un sol volum en anglès perquè «d'ara endavant s'utilitzés sol aquest» i, de fet, es manté encara com llibre d'oració principal de la litúrgia de l'Església d'Anglaterra. Però l'Església d'Anglaterra mai va poder desenvolupar una jerarquia presbiteriana completa. .
Els congregacionalistes o independents creien en l'autonomia de l'església local que, idealment, seria una congregació de "sants visibles" (és a dir, aquells que havien experimentat la conversió). Els membres estaven obligats a complir amb un pacte eclesiàstic: "es van comprometre a unir-se en l'adoració adequada de Déu i alimentar-se mútuament en la cerca d'una major veritat religiosa". Aquestes esglésies es consideraven completes en si mateixes, amb plena autoritat per a determinar la seva pròpia filiació, administrar la seva pròpia disciplina i ordenar als seus propis ministres. La majoria dels puritans congregacionalistes van romandre dins de l'Església d'Anglaterra, amb l'esperança de reformar-la d'acord amb els seus punts de vista. Els congregacionalistes de Nova Anglaterra també van insistir que no s'estaven separant de l'Església d'Anglaterra. No obstant això, alguns puritans van equiparar l'Església d'Anglaterra amb l'Església catòlica. Aquests grups se separarien de l'Església establerta; altres van adoptar posicions més radicals sobre la separació de l'església i l'estat i el baptisme dels creients, convertint-se en els primers membres de l'Església Baptista. 

### Vida familiar

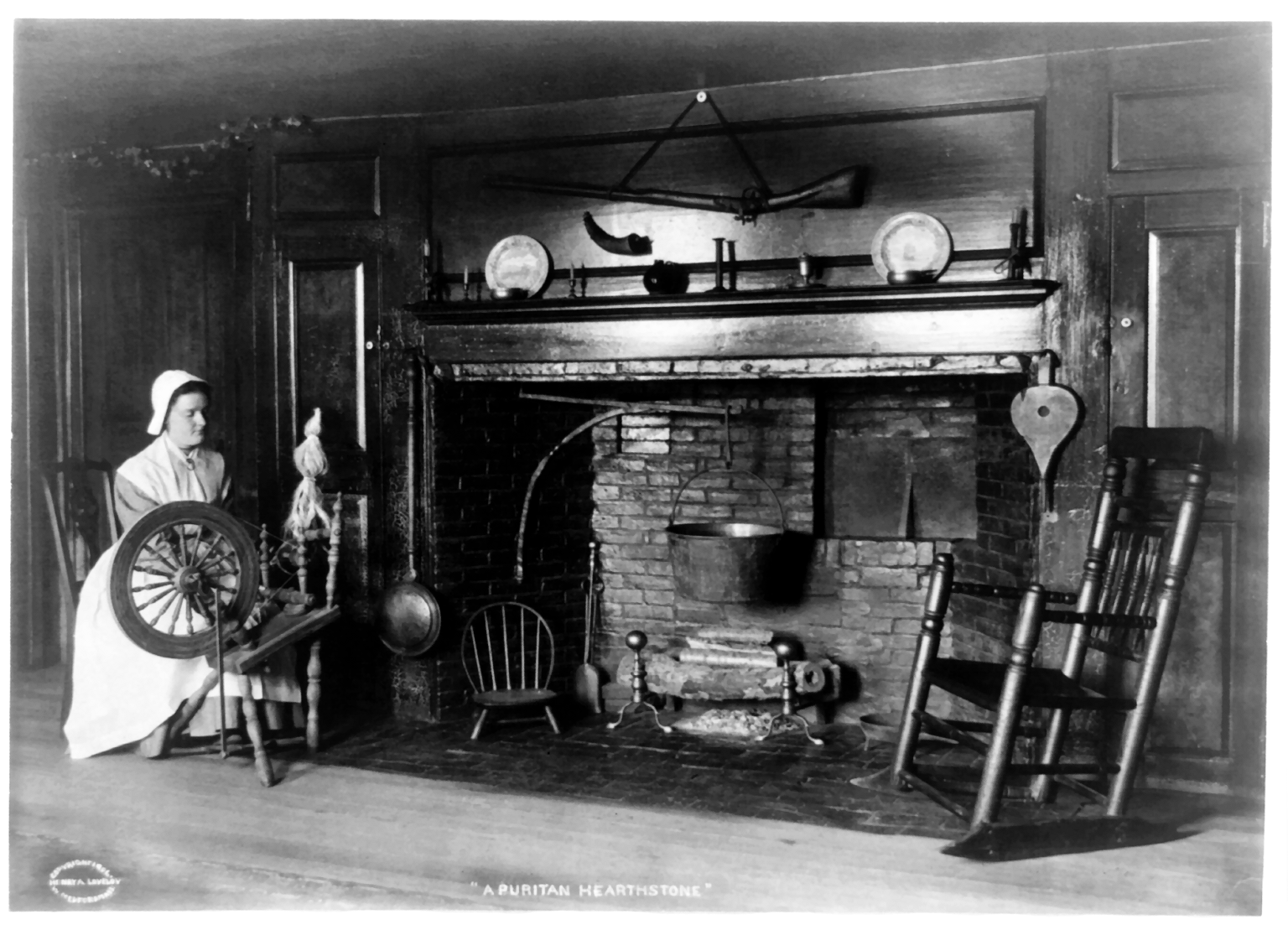
Una llar puritana ideal.

Amb base en les representacions bíbliques d'Adam i Eva, els puritans creien que el matrimoni tenia els seus fonaments en la procreació, l'amor i, el més important, la salvació. Els marits eren els caps espirituals de la llar, mentre que les dones havien de demostrar pietat religiosa i obediència a l'autoritat masculina. A més, el matrimoni representava no només la relació entre marit i muller, sinó també la relació entre els cònjuges i Déu. Els marits puritans tenien l'autoritat a través de la direcció familiar i l'oració. La relació femenina amb el seu espòs i amb Déu va estar marcada per la submissió i la humilitat. 
Thomas Gataker descriu el matrimoni purità com:
| « | ...... junts un temps com a copartícips en la gràcia aquí, [perquè] puguin regnar junts per sempre com cohereus en la glòria en el més enllà. | » |

La paradoxa creada per la inferioritat femenina en l'esfera pública i la igualtat espiritual d'homes i dones en el matrimoni va donar pas a l'autoritat informal de les dones en els assumptes de la llar i la criança dels fills. Amb el consentiment dels seus marits, les mullers van prendre decisions importants sobre el treball dels seus fills, la propietat i l'administració de fondes i tavernes propietat dels seus marits. Les pietoses mares puritanes van treballar per la justícia i la salvació dels seus fills. En el seu poema titulat "En referència als seus fills", la poeta Anne Bradstreet reflexiona sobre el seu paper com a mare:
| « | Tenia vuit ocells incubats en un niu; Hi havia quatre mascles i la resta gallines. Els vaig cuidar amb dolor i cura, i no vaig perdonar ni el cost ni el treball. | » |

Bradstreet al·ludeix a la temporalitat de la maternitat comparant els seus fills amb un esbart d'ocells a la vora del precipici de sortir del niu. Si bé els puritans elogiaven l'obediència dels infants, també creien que, en separar als nens de les seves mares a l'adolescència, els nens podrien mantenir una relació millor amb Déu. Un nen només pot ser redimit mitjançant l'educació religiosa i l'obediència. Les nenes van carregar amb la càrrega addicional de la corrupció d'Eva i van ser catequitzades per separat dels nens en l'adolescència. L'educació dels nens els va preparar per a les vocacions i els rols de lideratge, mentre que les nenes van ser educades amb finalitats domèstiques i religioses.
Els puritans veien la relació entre amo i servent de manera similar a la de pare i fill. Així mentre s'esperava que els pares mantinguessin els valors religiosos puritans en la llar, els amos van assumir la responsabilitat parental d'albergar i educar els joves servents. Els servents majors també vivien amb els amos i eren atesos en cas de malaltia o lesió. Els servents afroamericans i indis probablement van ser exclosos d'aquests beneficis.